# Gesteinstaubsperre

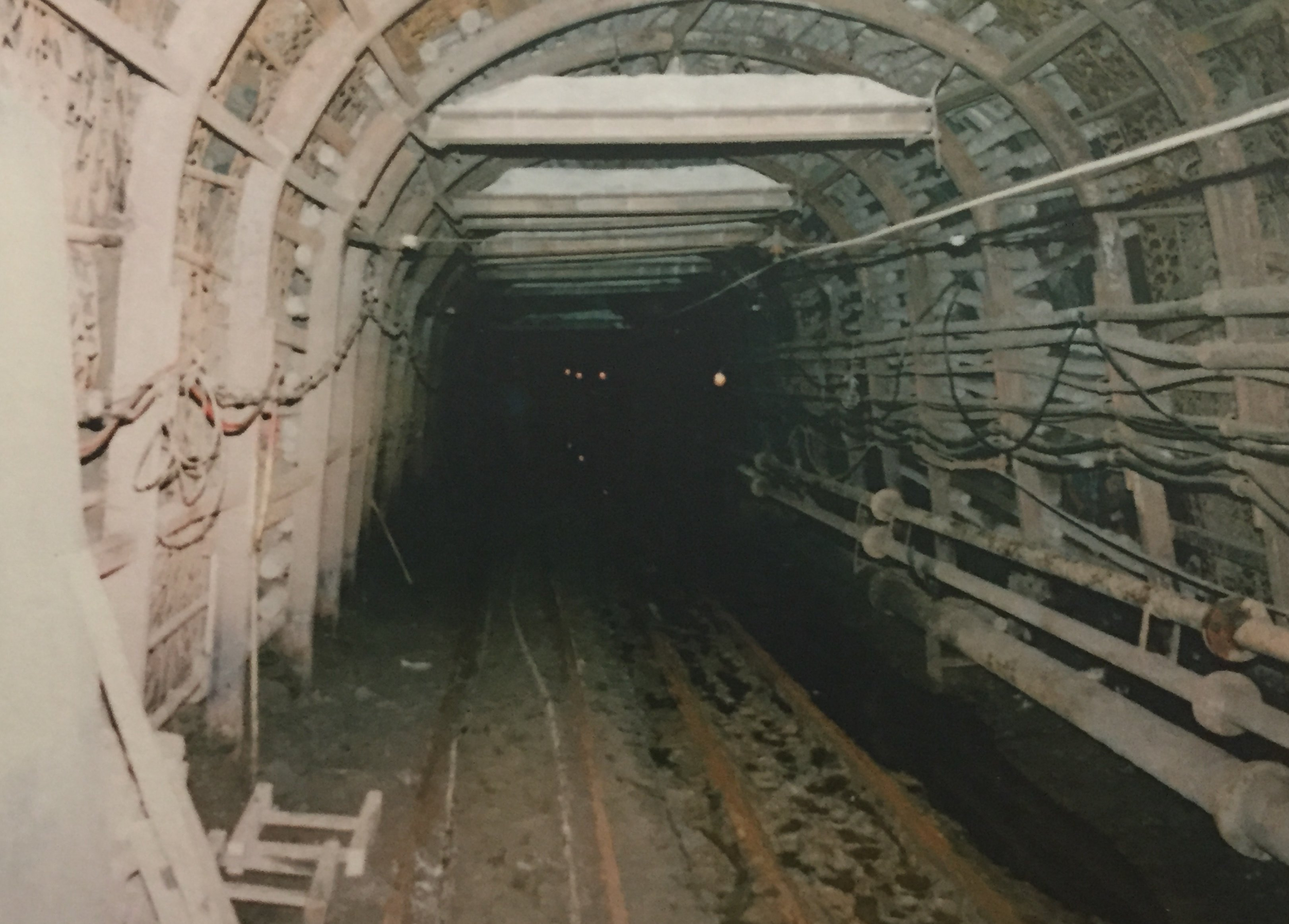
Gesteinsstaubsperre

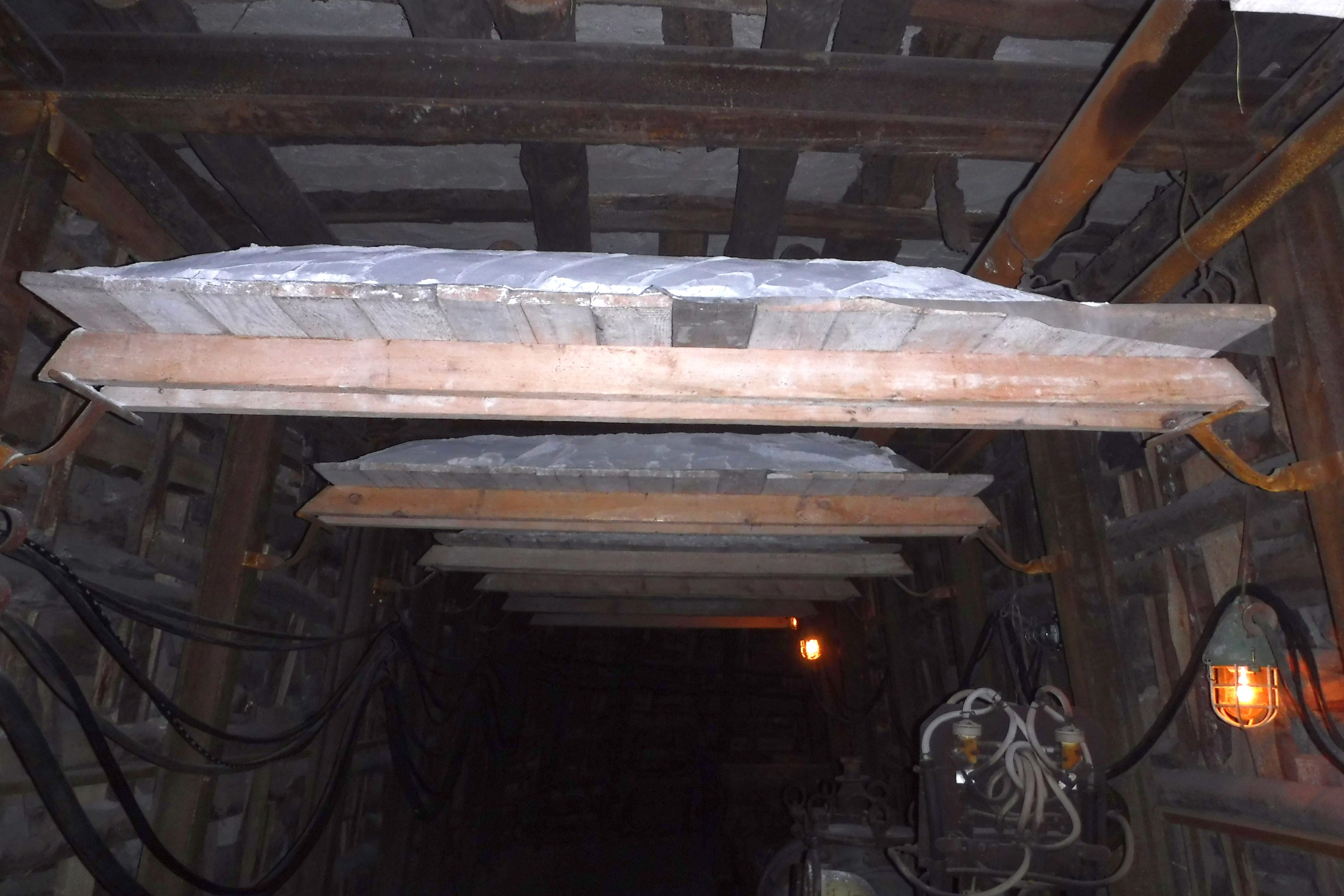
Nachbildung einer Gesteinstaubsperre im Bergbaumuseum Oelsnitz/Erzgebirge

Eine Gesteinstaubsperre ist eine aus mehreren Brettbühnen hergestellte und mit Gesteinstaub behäufte Explosionssperre für den Bergbau unter Tage. Die Sperre hat die Aufgabe, sowohl eine Schlagwetter- als auch eine Kohlenstaubexplosion an der weiteren Ausbreitung im Grubengebäude zu hindern. Im Jahr 1926 wurde im deutschen Steinkohlenbergbau die Verwendung von Gesteinstaubsperren zwingend vorgeschrieben. Heute ist die Gesteinstaubsperre durch die Wassertrogsperre abgelöst worden.

## Grundlagen und Geschichtliches
Bei der Gesteinstaubsperre wird das Verhalten einer Explosion, bei der die Druckwelle den Explosionsflammen vorauseilt, ausgenutzt. Wird eine ausreichend hohe Menge an Gesteinstaub im Streckenquerschnitt verteilt, so kann die Zündenergie der Explosionsflamme deutlich verringert und somit die Explosion an der weiteren Ausbreitung gehindert werden. Gesteinstaubsperren entfalten ihre löschende Wirkung bei Kohlenstaubexplosionen besser als bei Schlagwetterexplosionen. Das liegt daran, dass bei einer Kohlenstaubexplosion die Fortpflanzung der Zündung von einem Kohlenstaubteilchen zum nächsten erfolgt, und diese Reaktionskette durch die abschirmenden Gesteinstaubteilchen unterbrochen werden kann. Bereits Anfang des 20. Jahrhunderts wurden im englischen Steinkohlenbergbau Gesteinstaub zur Bekämpfung von Kohlenstaubexplosionen eingesetzt. Im deutschen Steinkohlenbergbau wurden in den Folgejahren Versuche durchgeführt, um untertägige Explosionen mittels Einsatz von Gesteinstaub in ihrer Auswirkung zu beschränken. Die Wirkung von Gesteinstaubsperren wurde in den 1960er Jahren erneut untersucht, nachdem es auf der Schachtanlage Luisenthal trotz zahlreicher aufgestellter Gesteinstaubsperren zu einer schweren Kohlenstaubexplosion gekommen war. Spätere Untersuchungen zeigten, dass sich die Heftigkeit einer Explosion nicht voraussagen lässt. Auch wurde in Versuchen ermittelt, dass es besser ist, das benötigte Löschmittel auf mehrere kleine als auf wenige große Sperren aufzuteilen.

## Sperrarten
Grundsätzlich unterscheidet man je nach verwendeter Staubmenge zwischen Hauptsperren und Nebensperren. Zusätzlich gibt es noch Zwischensperren und Wandersperren. Hauptsperren dienen der Abriegelung von ganzen Wetterabteilungen, sowohl im einziehenden als auch im ausziehenden Wetterstrom. Des Weiteren dienen sie zur Trennung der Schächte und der Aus- und Vorrichtungsbaue von den übrigen Grubenbauen. Bei Hauptsperren wird eine Staubmenge von 400 Kilogramm Gesteinstaub pro Quadratmeter Streckenquerschnitt verwendet. Nebensperren werden verwendet, um die Abbaubetriebe eines Bauflügels voneinander abzuriegeln. Außerdem werden sie in den Abbaustrecken verwendet, in denen im Ort geschossen wird. Bei Nebensperren wird eine Staubmenge von 100 Kilogramm Gesteinstaub pro Quadratmeter Streckenquerschnitt verwendet. Allerdings sind Nebensperren aufgrund der geringen Menge Gesteinstaub pro Quadratmeter Streckenquerschnitt in ihrer Wirkung unsicher. Zwischensperren wurden eingesetzt, um Abbaustrecken gegen den Ortsquerschlag oder gegen den Bremsberg abzuriegeln. Bei söhliger Lagerung können sie eingesetzt werden, um die Abbaustrecken gegen die Förderstrecke abzuriegeln. Bei Zwischensperren wird eine Staubmenge von 200 Kilogramm Gesteinstaub pro Quadratmeter Streckenquerschnitt verwendet. Wandersperren wurden eingesetzt, um beim Vorrücken des Orts- oder Abbaustoßes zunächst eine kleinere Sperre zu haben, bis dann eine größere Sperre errichtet werden konnte. Der Abstand zwischen Wandersperre und Ort durfte dabei maximal 20 Meter betragen. Bei Wandersperren wurde eine Staubmenge von 60 Kilogramm Gesteinstaub pro Quadratmeter Streckenquerschnitt verwendet.

## Bauformen
Im Laufe der Jahre wurden unterschiedliche Bauformen für Gesteinstaubsperren entwickelt und in der Praxis eingesetzt. Auf unterschiedlichen Konstruktionen aus Holz wurde der Gesteinstaub lose aufgehäuft. Je nach Bauform einer Sperre wird der Gesteinstaub in Horden, Matten, Kästen oder Schranken abgelagert. Bei den Horden werden mehrere Bretter in unterschiedlicher Höhe am Streckenausbau angebracht. Auf die befestigten Bretter wird der Gesteinstaub aufgehäuft. Bei der Bauform mit Matten werden Matten aus starken Papier- oder Stoffbahnen an den beiden Kopfenden mit einem Querholz versehen. Diese Querhölzer werden dann mit Drähten an den Kappen befestigt. Auf die Matten wurde dann der Gesteinstaub aufgehäuft. Kästen wurden als Firstkästen mit einer Seitenwandhöhe von maximal zehn Zentimetern verwendet. Allerdings haben sich kastenförmige Behälter und Bühnen mit Randleisten in der Praxis nicht bewährt. Letztendlich haben sich die Bauart 1, auch bekannt als Dortmunder Bühne und die Bauart 2, auch bekannt als Polnische Bühne, in der Praxis durchsetzen können. Daneben gibt es auch noch Einbrettbühnen, die für eine Belastung von maximal 100 Kilogramm geeignet sind. Die Dortmunder Bühne und die Polnische Bühne unterscheiden sich im Wesentlichen darin, dass bei der Polnischen Bühne die Staubbretter längs und bei Dortmunder Bühne quer zur Streckenachse montiert werden. Die Bühnen bestehen aus mehreren losen Brettern, die von zwei Tragbalken getragen werden. Bei der Polnischen Bühne werden höhere Tragbalken verwendet als bei der Dortmunder Bühne. Die Tragbalken wiederum liegen lose auf Holmen. Die gesamte Bühnenkonstruktion wird mit Konsolen oder mit Tragbügeln am Streckenausbau verlagert. Die Dortmunder Bühne darf mit maximal 300 Kilogramm beladen werden. Während diese Bühnen für Hauptsperren verwendet werden können, werden die Einbrettsperren für den Bau von Nebensperren oder zur Ergänzung von Hauptsperren verwendet.

## Funktion und Bedingungen
Durch den der Explosionsflamme vorauseilenden Luftstoß wird die Bühne samt dem darauf lagernden Gesteinstaub umgeworfen. Dadurch entsteht nun eine Staubwolke aus Gesteinstaub, welche die hinterher eilende Explosionsflamme abkühlt. Die Explosionsflamme kühlt nun soweit ab, bis sie erlischt. Ob eine Gesteinstaubsperre ihre volle Wirksamkeit entfalten kann, hängt in erster Linie davon ab, wo und wie die Sperre installiert wurde. Nur wenn die Sperre rechtzeitig, vor Eintreffen der Explosionsflamme und ausreichend kräftig von dem vorauseilenden Druckstoß getroffen wird, kann sie eine genügende Löschwirkung entfalten. Dafür muss die Sperre so aufgestellt sein, dass die Sperre von der vollen Explosionswucht getroffen wird. Um dies zu erreichen, muss zwischen dem Explosionsherd und der Sperre eine Entfernung von mindestens 75 Metern liegen, in der sich die Explosionswelle geradlinig ausbreiten kann. Sehr wichtig ist auch, dass der gesamte Gesteinstaub der Sperre frei abgeworfen werden kann und dass der Abwurf nicht behindert wird.